# 蕭永達
蕭永達（1965年6月23日—），生於基隆市，台灣民主進步黨籍政治人物。
曾擔任高雄市議會國民外交促進會長 ，屬於友日的議員。

## 學經歷

### 早年求學
蕭永達畢業於國立臺北工專（今國立臺北科技大學）、國立臺灣科技大學電子工程技術碩士。在就讀研究所期間，曾參與野百合學運。

### 初入職場
在1992年，擔任台北景文工商專校電子科主任，後決定到臺灣南部從事政治工作，亦曾任國立高雄應用科技大學講師、正修科技大學講師，也是高雄縣教師會創會理事長。

### 投入政治
2006年，首度當選高雄市議員，為第8選舉區（苓雅區、新興區、前金區）所選出，並連任三屆。在議員任期內，為了杜絕賄選、以及企圖改變地方政治文化，曾推動多項議會改革工作，例如，正副議長選舉亮票案，取消台北、高雄市議會不合理之加勤費以及高市議會三溫暖設備等議題，並獲高督盟評鑑為問政優質議員。
2009年，蕭永達主張＂公義和平二二八 從雄中自衛隊出發 ＂，並連續十年出錢出力舉辦相關歷史紀念活動。

### 正副議長亮票案
2010年，正副議長選舉，地檢署偵辦亮票案。翌年（2011年），高雄選舉議長亮票案蕭永達等四名議員被依洩密罪起訴。
2012年，高雄市議長選舉亮票案54人緩起訴，蕭永達被地方法院判刑5個月。
2012年，質疑高雄市政府浮編預算，被民進黨市黨部連續2次黨紀處分，但獲得高雄公督盟聲援。
2013年，正副議長選舉亮票案，高雄高等法院判決無罪定讞，蕭永達成功挑戰高雄地檢署法律見解，並主張為杜絕賄選文化，正副議長選舉應記名投票。
2014年，與立委許智傑聯合召開記者會，要求修改地方制度法，將正副議長選舉改為記名投票。但是在2015年，檢察總長顏大和認定亮票當然觸法，針對蕭永達等9人提非常上訴，但被最高法院駁回。
2014年，蕭永達長期反對興建高雄輕軌 ，與市政府立場嚴重衝突 ，在大選期間綠營里長聯名攻擊同黨議員。
2015年，蕭永達指控高雄市議會職員自肥， 每年違法編列加勤費高達4700萬元， 要求全數刪除。
2015年，蕭永達指控高雄市議會蓋成渡假中心 ！水電費一年花費 1082萬元。
2016年，立法院通過「地方制度法」修正案，此法又被稱為「賴清德條款」。
2016年，蕭永達指控台北市議會議長吳碧珠等 ，違法發放加勤費給議會職員工，涉貪污圖利罪， 要求全面停發
2017年5月2日，在林奕含事件中，蕭永達不理會衛生福利部警告，率先召開記者會，具體指名狼師就是陳國星。
2017年，擔任議會桌球隊長， 高雄市議會榮獲全國議長盃桌球賽，議員及員工團體組雙冠軍。
2018年，擔任高雄市議會國民外交促進會長 ，成立全台議會第一個＂友日議員聯誼會＂。
2018年，在法院蕭永達雖有提供物證，但接受將包養認定是狼師的論點有爭議,願意向當事人道歉 ，台灣士林地方法院也以本件公訴不受理結案。
2018年，台灣第一次各縣市正副議長選舉採記名投票。

### 放棄競選連任
2018年3月，於民進黨議員初選，意外未通過，就放棄競選連任，輔選綠營提名候選人。
2024年3月1日，高雄市政府派任發產業園區服務中心主任。

## 資料來源
1. ↑  Storm.mg. . www.storm.mg. 2016-10-26  [2022-03-19]. （原始内容存档于2019-11-05） （中文（臺灣））.
2. ↑  取得連結. .   [2022-03-19]. （原始内容存档于2021-05-10） （中文（臺灣））.
3. ↑  . 自由電子報.   [2019-08-13]. （原始内容存档于2019-08-13） （中文（臺灣））.
4. ↑  . 自由電子報.   [2019-08-13]. （原始内容存档于2019-08-13） （中文（臺灣））.
5. ↑  TVBS. . TVBS.   [2019-08-13]. （原始内容存档于2019-08-13） （中文（臺灣））.
6. ↑  . 新頭殼 Newtalk. 2011-09-06  [2019-08-13] （中文（臺灣））.
7. ↑  . 公視新聞網.   [2019-08-13]. （原始内容存档于2019-08-13） （中文（繁體））.
8. ↑  取得連結. .   [2019-08-13]. （原始内容存档于2019-08-13）.
9. ↑  . 新頭殼 Newtalk. 2012-03-27  [2019-08-13] （中文（臺灣））.
10. ↑  . news.e2.com.tw. 2012-03-13  [2019-08-13]. （原始内容存档于2019-08-13）.
11. 1 2  . www.peoplenews.tw. 2014-10-24  [2019-08-13]. （原始内容存档于2019-08-13） （中文（臺灣））.
12. ↑  . news.ltn.com.tw. 2013-11-20  [2019-08-13]. （原始内容存档于2019-08-13） （中文（臺灣））.
13. ↑  https://www.facebook.com/ETtoday. . www.ettoday.net.   [2019-08-13]. （原始内容存档于2019-08-13） （中文（繁體））.
14. ↑  . www.cna.com.tw.   [2019-08-13]. （原始内容存档于2019-08-13） （中文（臺灣））.
15. ↑  . 台灣大紀元.   [2019-08-13]. （原始内容存档于2019-08-13） （中文（臺灣））.
16. ↑  . news.ltn.com.tw. 2013-04-18  [2019-08-13]. （原始内容存档于2019-08-13） （中文（臺灣））.
17. ↑  . on.cc東網.   [2019-08-13]. （原始内容存档于2019-08-13） （中文（香港））.
18. ↑  三立新聞網. . www.setn.com. 2015-11-17  [2019-08-13] （中文（臺灣））.
19. ↑  . www.nsysu.edu.tw.   [2019-08-13].
20. ↑  . 自由電子報.   [2019-08-13]. （原始内容存档于2019-08-13） （中文（臺灣））.
21. ↑  ,   [2019-08-13], （原始内容存档于2020-05-05） （中文）
22. ↑  中時電子報. . 中時電子報.   [2019-08-13] （中文（臺灣））.
23. ↑  。中時電子報. . 中時電子報.   [2019-08-13] （中文（臺灣））.
24. ↑  . 自由電子報.   [2019-08-13]. （原始内容存档于2019-08-13） （中文（臺灣））.
25. ↑  .   [2017-05-05]. （原始内容存档于2017-05-08）.
26. ↑  .   [2017-07-07]. （原始内容存档于2018-09-30）.
27. ↑  . 高雄市議會全球網-中文網. 2017-07-05  [2019-08-13] （中文（臺灣））.
28. ↑  . https.   [2019-08-10] （中文（臺灣））.
29. ↑  三立新聞網. . www.setn.com. 2017-05-09  [2019-08-13]. （原始内容存档于2017-08-13） （中文（臺灣））.
30. ↑  TVBS. . TVBS.   [2019-08-13]. （原始内容存档于2019-08-13） （中文（臺灣））.
31. ↑  中時電子報. . 中時電子報.   [2019-08-13] （中文（臺灣））.
32. ↑  . 新頭殼 Newtalk. 2018-12-25  [2019-08-13]. （原始内容存档于2019-08-13） （中文（臺灣））.
33. ↑  . 自由電子報.   [2019-08-13]. （原始内容存档于2019-08-13） （中文（臺灣））.
34. ↑  中時電子報. . 中時電子報.   [2019-08-13] （中文（臺灣））.